# بدخش (فرمانده)
بدخش یا در منابع یونانی پیداخس (به یونانی: Πιτυάξες)، یکی از فرماندهان نظامی ایرانی در زمان شاهنشاه قباد یکم ساسانی (حک. ۴۹۸–۵۳۱) بود. به گفته پروکوپیوس، او در کنار بارسمانس و پیروز در سال ۵۳۰ در نبرد دارا در برابر امپراتوری بیزانس به رهبری بلیساریوس شرکت داشت. نام او ممکن است بدخش نباشد و احتمالاً پروکوپیوس به اشتباه درجه بدخشی او را به عنوان اسم خاص در نظر گرفته‌است.